# 8026 Johnmckay
8026 Johnmckay è un asteroide della fascia principale. Scoperto nel 1991, presenta un'orbita caratterizzata da un semiasse maggiore pari a 1,9248999 UA e da un'eccentricità di 0,0752007, inclinata di 19,93583° rispetto all'eclittica.